# Валішев (Лодзинське воєводство)
Валішев (пол. Waliszew) — село в Польщі, у гміні Бедльно Кутновського повіту Лодзинського воєводства.
Населення — 87 осіб (2011).
У 1975-1998 роках село належало до Плоцького воєводства.

## Демографія
Демографічна структура станом на 31 березня 2011 року:
|          | Загалом | Допрацездатний вік | Працездатний вік | Постпрацездатний вік |
| -------- | ------- | ------------------ | ---------------- | -------------------- |
| Чоловіки | 46      | 6                  | 33               | 7                    |
| Жінки    | 41      | 4                  | 21               | 16                   |
| Разом    | 87      | 10                 | 54               | 23                   |